# John Herman Merivale
John Herman Merivale född 5 augusti 1779 i Exeter, död 25 april 1844, Bedford Square, var en engelsk advokat och översättare.
10 juli 1805 gifte sig John Herman Merivale med Louisa Heath Drury. Louisa Heath Drury var dotter till Joseph Drury (1750–1834) rektorn för Harrow. De fick sex söner och sex döttrar. De två äldsta sönerna var Herman Merivale och Charles Merivale.
Sonen Herman Merivale födde sonsonen Herman Charles Merivale. 

## Biografi
1831 blev John Herman Merivale en auktoriserad representant i konkursförfarandet. John Herman Merivale publicerade översättningar från italienska och tyska.
John Herman Merivale begravdes på kyrkogården i Hampstead.